# Transición (mutación ADN)

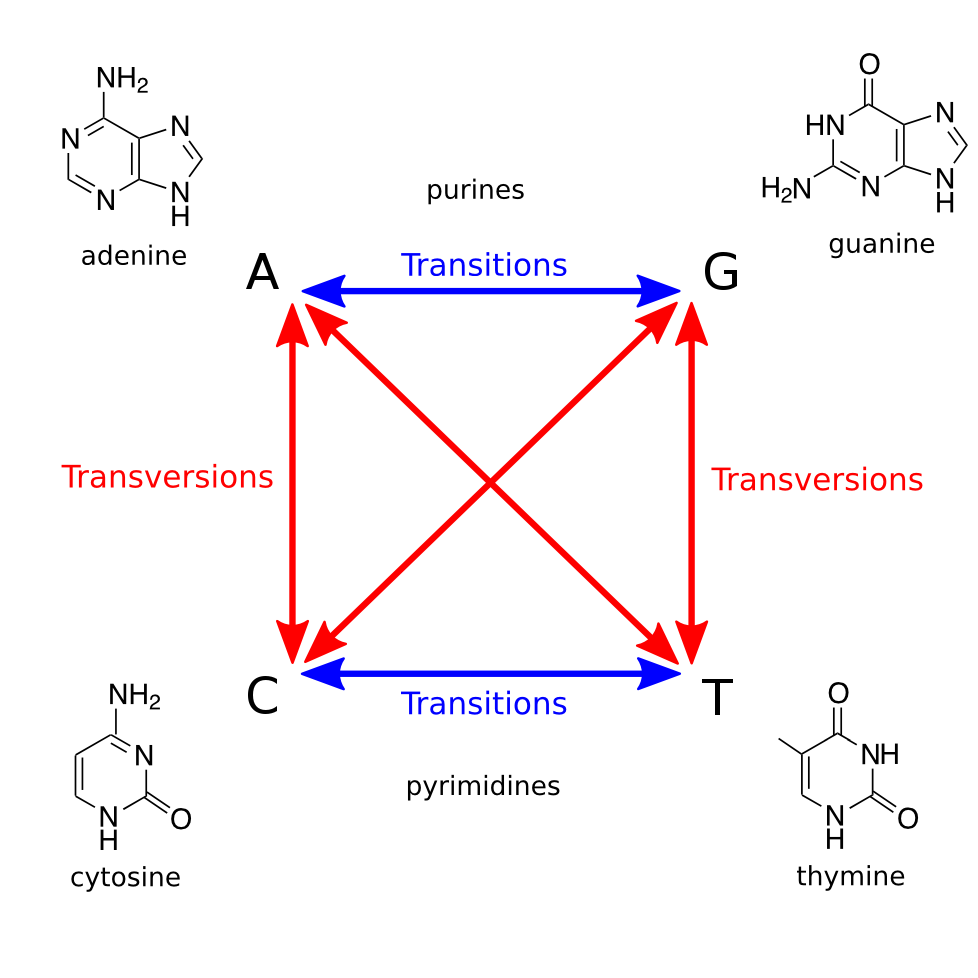
Definición de transición y transversión.

En genética, una transición es una mutación puntual del ADN, que puede afectar a la síntesis del ARNm y, posteriormente, a la fabricación de proteínas. Una transición viene dada por la sustitución de una base púrica por otra base púrica (A ⇔ G ), o una base pirimidínica por otra base pirimidínica (C ⇔ T). Aproximadamente dos de cada tres polimorfismos de nucleótido simple (SNPs) son transiciones.
Las transiciones pueden ser causadas por deaminación oxidativa y  tautomerización. Aunque las mutaciones de tipo transversión presentan el doble de mutaciones posibles, las transiciones han demostrado producirse más frecuentemente en los genomas, lo cual puede ser debido a los mecanismos moleculares subyacentes de cada tipo de mutación.
La 5-metilcitosina es más proclive a sufrir una transición que la citosina no metilada, debido a que puede sufrir deaminación espontánea. Este mecanismo es importante en el establecimiento de las islas CpG.